# Otto Frederick Rohwedder
Otto Frederick Rohwedder, född 7 juli 1880 i Des Moines, död 8 november 1960 i Concord, Michigan, var en amerikansk uppfinnare som skapade den första automatiska brödskivningsmaskinen för kommersiellt bruk. Den användes första gången 1928 av bageriet Chillicothe Baking Company i Chillicothe, Missouri.

## Uppväxt och utbildning
Rohwedder föddes 1880 som son till Claus och Elizabeth Rohwedder i en tyskättad familj. Han var yngsta barnet, med tre äldre bröder och en syster. Familjen flyttade under hans uppväxt till Davenport, där han bodde till 21 års ålder och gick i skola. Därefter blev han lärling hos en juvelerare. 
Rohwedder studerade även till optiker och tog akademisk examen i optik år 1900 vid  Northern Illinois College of Ophthalmology and Otology i Chicago, men arbetade efter examen åter som juvelerare.

## Karriär

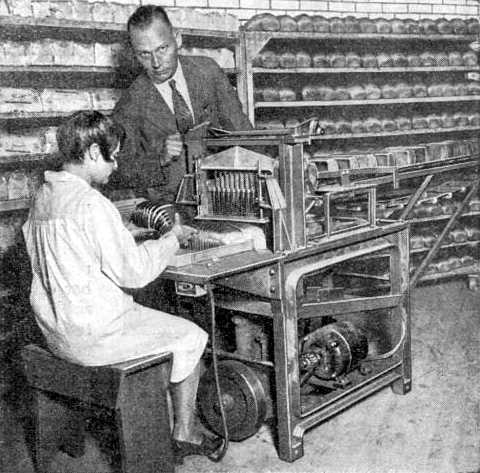
Elektrisk brödskivningsmaskin i ett bageri i Saint Louis, 1930.

Rohwedder gjorde först en kortare karriär som juvelerare och utvidgade verksamheten till tre juvelerarbutiker i St. Joseph. Han använde sin erfarenhet från precisionsarbetet med ur och smycken till nya uppfinningar. Han sålde sina butiker för att finansiera sitt utvecklingsarbete och tillverkningen av brödskivningsmaskinen.
År 1917 förstördes prototypen och ritningarna till maskinen i en brand i fabriken. På grund av brist på finansiering för återuppbyggnaden dröjde det flera år innan Rohwedder kunde få ut sin maskin på marknaden.

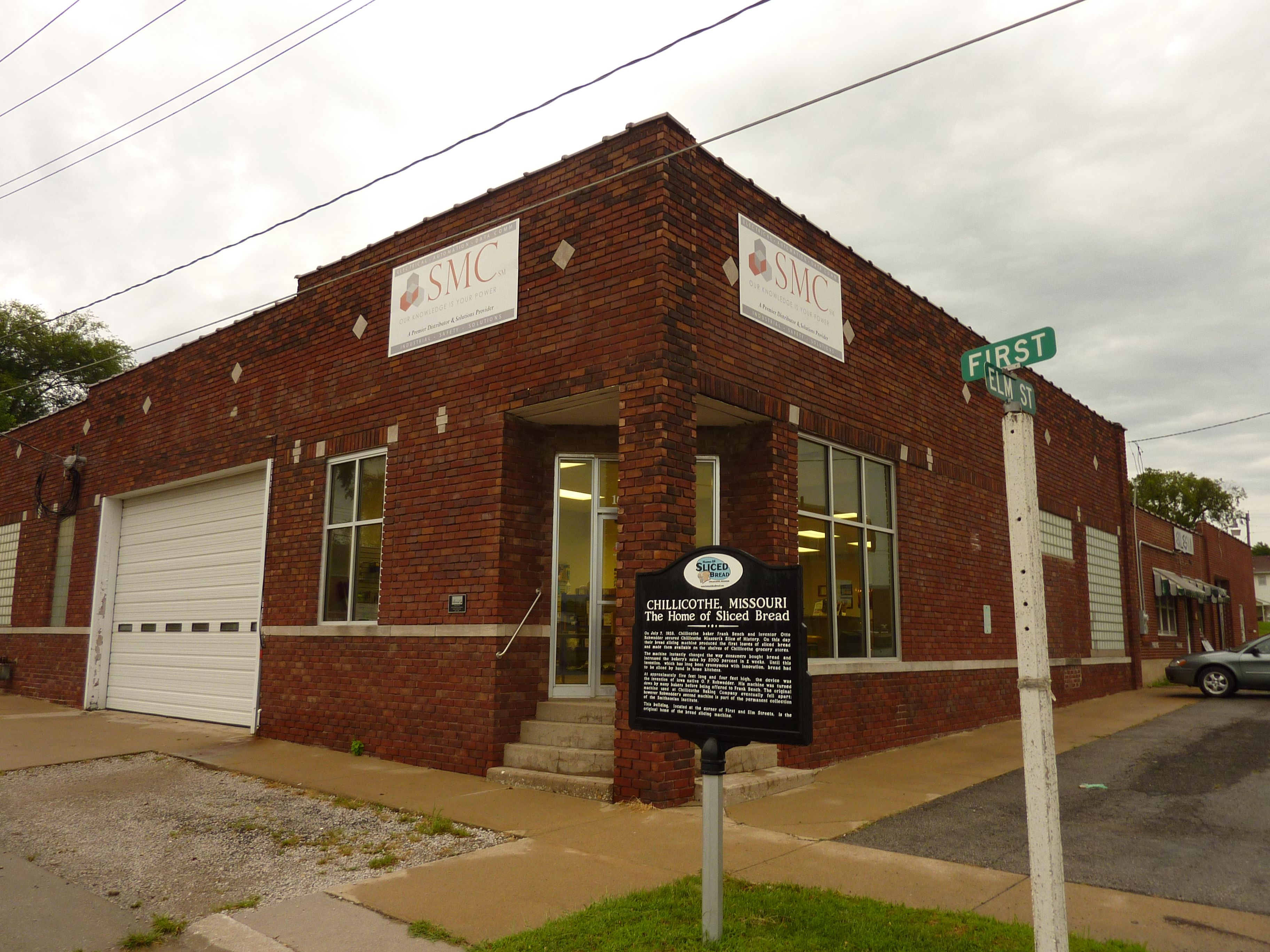
Minnesskylt vid platsen i Chilicote, Missouri där det första bageri som sålde maskinskivat bröd 1928 låg.

Rohwedder konstruerade 1927 en apparat som inte bara skivade bröd utan även plastade in det. Han ansökte om patent för att skydda uppfinningen och sålde den första maskinen till vännen, bagaren Frank Bench, som installerade den i sitt bageri Chillicothe Baking Company i Chillicothe, Missouri 1928. Den första skivade limpan såldes 7 juli 1928. Maskinen blev genast en succé, såldes efter hand till andra bagerier och blev med tiden spridd över hela USA. Rohwedders patent beviljades sedermera den 12 juli  1932 som U.S. Patent No. 1,867,377.
Gustav Papendick, en bagare från Saint Louis, köpte Rohwedders nya maskin och uppfann en förbättring. Han förbättrade inplastningsprocessen så att brödet skulle hålla sig bättre, och ansökte om patent på denna process.
År 1930 introducerade Continental Baking Company det skivade brödet Wonder Bread. De följdes av flera andra stora bagerier när man upptäckte den stora efterfrågan. Omkring 1932 ledde tillgängligheten på brödskivor med standardiserad tjocklek till att automatiska brödrostar började säljas i större utsträckning, en uppfinning skapad 1926 av Charles Strite. Från år 1933 såldes fler skivade limpor än hela limpor i USA.
Samma år sålde Rohwedder patentet till Micro-Westco Co. i Bettendorf, Iowa och anställdes vid företaget som direktör och säljchef för bakmaskinsavdelningen. Han reste också runt i USA och höll föredrag. Rohwedder pensionerade sig vid 71 års ålder.

## Familj och privatliv
Rohwedder gifte sig med Carrie Johnson 1905. De bosatte sig i Saint Joseph, Missouri och fick två barn.
Efter pensioneringen flyttade Rohwedder till Albion, Michigan, där hans dotter Margaret (Rohwedder) Steinhauer och systern Elizabeth Pickerill bodde. Rohwedder dog i Concord, Michigan 8 november 1960 och är begravd på Riverside Cemetery i Albion.

## Utmärkelser och minne
- Frasen det bästa/den bästa innovationen sedan skivat bröd, engelska: "The greatest thing since sliced bread" används inom marknadsföring och populärkultur som en hyperbol syftande på att en viss nymodighet ska vara lika bra som Rohwedders uppfinning. Rohwedders maskin marknadsfördes 1928 med frasen "The greatest forward step in the baking industry since bread was wrapped", det största framsteget inom bakindustrin sedan inpackat bröd.[3]

- Rohwedder fick under åren 1927–1936 sammanlagt sju patent som handlade om brödskivning och förpackning.
- Ett exemplar av originalmaskinen finns idag utställt på Smithsonian Institution i Washington, D.C..[2]